# S. Corinna Bille
Stéphanie Corinna Bille (ur. 29 sierpnia 1912 w Lozannie, zm. 24 października 1979 w Sierre) – francuskojęzyczna pisarka szwajcarska.
Wychowywała się w Sierre, w kantonie Valais, gdzie jej ojciec malarz Edmond Bille, miał swoją pracownię. W latach 1934–1936 przebywała w Paryżu, wyszła tam za mąż, jednak małżeństwo okazało się nieudane. W 1947 roku doprowadziła do jego unieważnienia. Po powrocie do Szwjcarii, w 1947 roku, wyszła ponownie za mąż, za pisarza Maurice'a Chappaza. Mieli troje dzieci. W późniejszych latach dużo podróżowała, odwiedziła między innymi Liban, Wybrzeże Kości Słoniowej, a także ówczesny Związek Radziecki. 
Jej debiutem literackim był, wydany w 1939 roku, tom wierszy zatytułowany Printemps (Wiosna), a pierwszą powieścią, opublikowana w 1944 roku, Theoda. Pisała głównie opowiadania i powieści, a także opowiadania i baśnie dla dzieci. 
W 1974 roku została uhonorowana nagrodą Schweizerische Schillerstiftung za całokształt twórczości, a w 1975 roku została uhonorowana Prix Goncourt de la Nouvelle (Nagrodę Goncourtów przyznawaną za opowiadania) za zbiór La Demoiselle sauvage. 

## Wybrana twórczość
- Printemps, wiersze, 1939
- Théoda, powieść, 1944
- Le grand tourment, 1951
- Le sabot de Vénus, 1952
- Florilège alpestre, 1953
- L'enfant aveugle, 1955
- Jeunesse d'un peintre,  1962
- Le pays secret, 1963
- Le mystère du monstre, 1966
- La Demoiselle sauvage, 1974